# 나주중앙초등학교
나주중앙초등학교는 대한민국 전라남도 나주시에 있는 공립 초등학교이다.

## 학교 연혁
- 2000년 3월 1일 병설유치원 폐원(이화유치원으로 통합함)
- 1996년 3월 1일 나주중앙초등학교로 개명
- 1984년 3월 10일 병설유치원 개원
- 1968년 2월 23일 현 교사로 이전(나주여자중학교와 교사 교환)
- 1963년 7월 31일 나주중앙국민학교로 개명
- 1945년 11월 15일 금성공립국민학교 개교(죽림동)

## 참고 자료
- 나주중앙초등학교 - 한국교육학술정보원 학교알리미